# NGC 855
إن جي سي 855 (بالألمانية: NGC 855) التي يرمز لها بالرمز 2MASX J02140361+2752378، هي مجرة، في كوكبة المثلث.

## الاكتشاف
اكتشفت في 26 أكتوبر 1786، بواسطة ويليام هيرشل.